# AGM-114 Hellfire
AGM-114 Hellfire (ang. Helicopter launched fire-and-forget – śmigłowcowy pocisk typu wystrzel i zapomnij, hellfire  oznacza również ogień piekielny) – amerykański kierowany pocisk rakietowy klasy powietrze-ziemia (AGM – Air-to-Ground Missile) zaprojektowany do niszczenia celów opancerzonych oraz innych celów jednostkowych, wystrzeliwany ze stanowisk ukrytych przed ostrzałem nieprzyjaciela, również bez bezpośredniej widoczności celu. Pocisk Hellfire jest naprowadzany głównie wiązką laserową, ale możliwe jest zastosowanie także innych modułów naprowadzających. Głównym zastosowaniem pocisku jest rażenie silnie opancerzonych celów, głównie czołgów, po wystrzeleniu go z wyrzutni zamontowanych na śmigłowcach, ale także samolotach (C-130 Hercules), bezzałogowych aparatach latających i pojazdach naziemnych (HMMWV). Zasięg rażenia pocisku AGM-114 jest najdłuższy ze wszystkich używanych przez armię amerykańską pocisków tego typu.
Hellfire II jest unowocześnioną wersją pocisku wyposażonego w laserowy system naprowadzający.
Pomimo tego, że akronim Hellfire określa pocisk jako wystrzel i zapomnij nie posiada on własności broni tego typu. Wszystkie wersje naprowadzane wiązką laserową wymagają podświetlenia celu przez cały czas lotu AGM-114 od wystrzelenia do trafienia w cel. Dopiero pocisk w wersji AGM-114L wyposażonej w unowocześniony system naprowadzający Longbow Hellfire Modular Missile System wspomagany radarem (pracującym na milimetrowych długościach fali) z naprowadzaniem bezwładnościowym jest rzeczywiście pociskiem typu wystrzel i zapomnij, który nie wymaga stałego podświetlania celu przez operatora.
Pociski AGM 114 Hellfire, AGM-65 Maverick i wystrzeliwane z platform powietrznych BGM-71 TOW mają zostać zastąpione około roku 2011 nowym uniwersalnym pociskiem rakietowym typu JCM (Joint Common Missile). Nowe pociski mają mieć moduł naprowadzający pracujący w trzech trybach oraz uniwersalną głowicę bojową łączącą w sobie cechy wielu obecnie używanych wersji pocisków Hellfire.
Koszt pocisku w wersji B/C wynosił około 25 tysięcy dolarów, a obecnie używanych modeli AGM-114K Hellfire II dochodzi do 65 tysięcy.

## Użycie bojowe AGM-114 Hellfire
Pierwszy raz pociski Hellfire zostały użyte bojowo przez armię amerykańską podczas operacji Just Cause w Panamie w 1990 roku. Rok później, podczas operacji Pustynna Burza 17 stycznia 1991 roku, osiem śmigłowców typu AH-64 Apache uzbrojonych w pociski rakietowe AGM-114 i Hydra 70 zaatakowało dwie Irackie stacje radarowe wczesnego ostrzegania. Na początku 2002 roku po raz pierwszy uzbrojono w pociski Hellfire bezzałogowy aparat latający MQ-1 Predator i użyto go bojowo.
14 stycznia 2006 roku CIA przeprowadziła z użyciem 10 pocisków Hellfire, zamontowanych na bezzałogowych MQ-1 Predator, atak na prawdopodobne miejsce pobytu Ajmana al-Zawahiriego, drugiego po Usamie ibn Ladinie przywódcy organizacji Al-Ka’ida. W ostrzelanej wiosce pakistańskiej Damadola nie było jednak al-Zawahiriego, a ofiarami ataku padło 18 mieszkańców.

## Platformy i systemy bojowe pocisków AGM-114
- AH-1W Cobra
- AH-64/WAH-64 Apache
- Eurocopter Tiger ARH
- MH-60R Seahawk
- OH-58D Kiowa Warrior
- MQ-1B Predator
- UH-60 Black Hawk

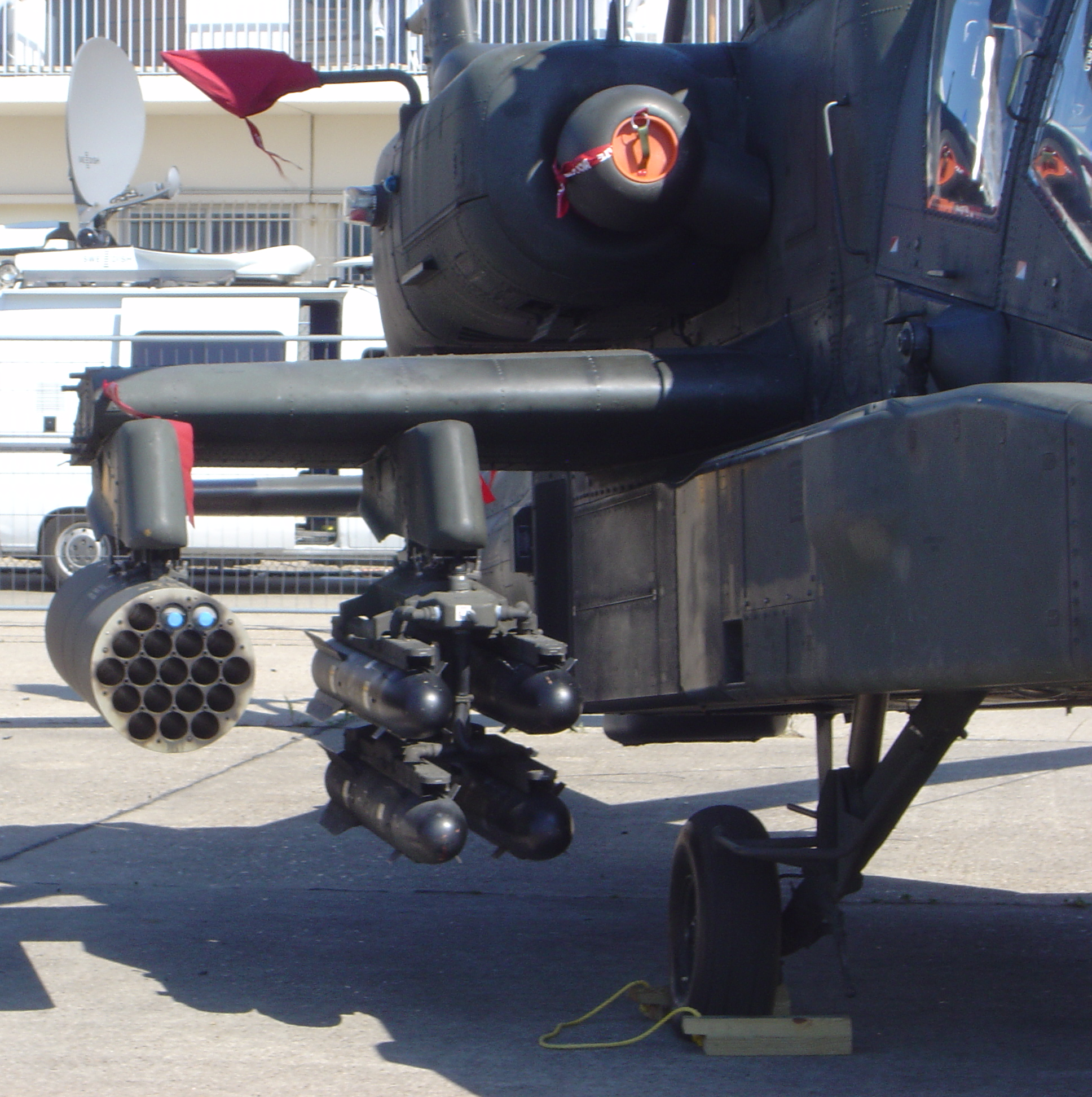
AGM-114 Hellfire na śmigłowcu AH-64 Apache

- Łódź rakietowa P 6297 Hellfire Missile Boat
- Przenośne naziemne systemy rakietowe

Prowadzono próby z wystrzeliwaniem pocisków Hellfire z pojazdów HMMWV (Humvee), oraz Improved TOW Vehicle (ITV). Strzelanie testowe wykonywano również z samolotów C-130 Hercules. Szwecja i Norwegia używają pocisków AGM-114 Hellfire do obrony wybrzeża.

## Odmiany pocisków AGM-114

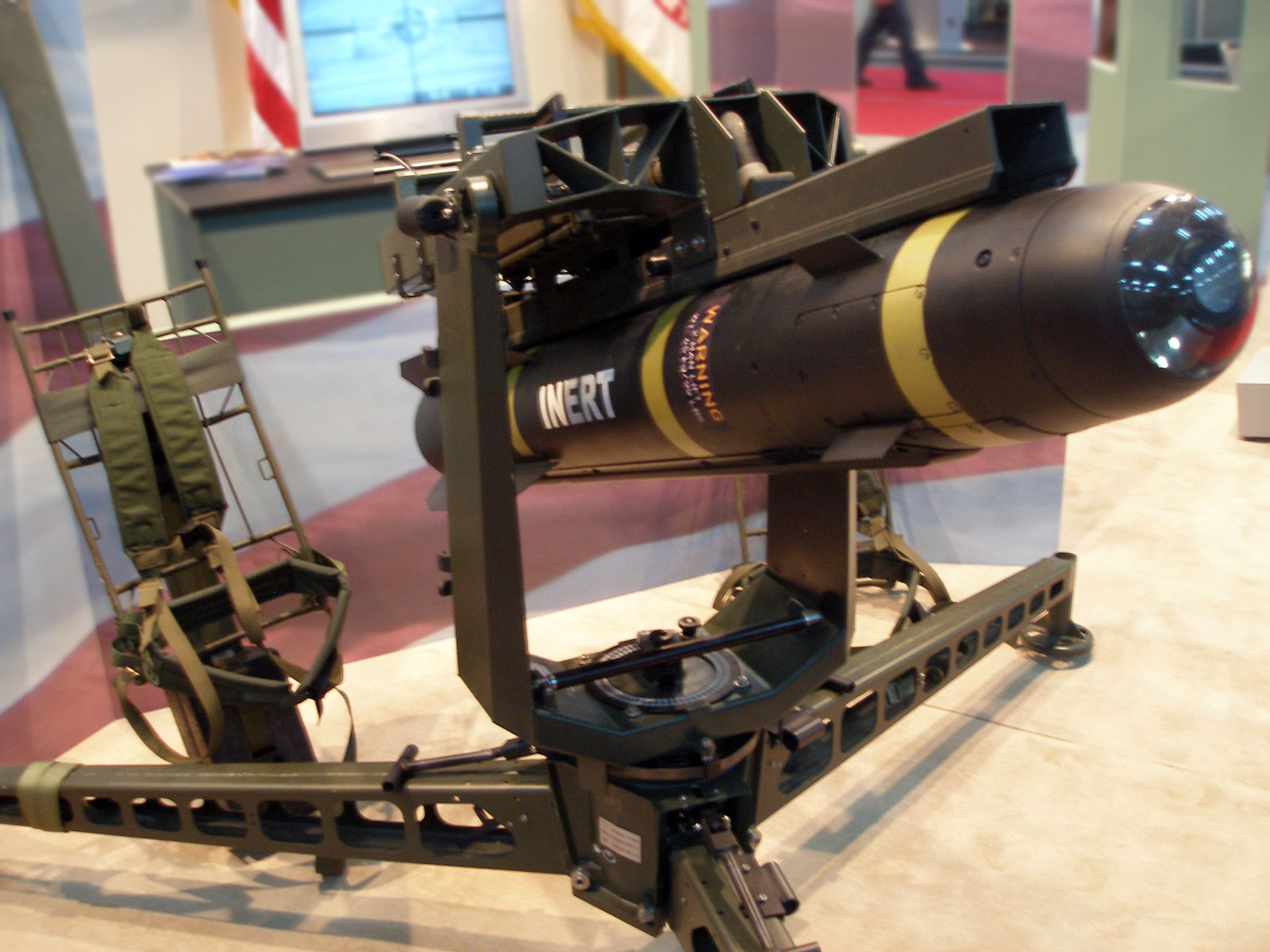
AGM-114M Hellfire II

- AGM-114A Hellfire  - podstawowa wersja pocisku Hellfire przeznaczona do niszczenia czołgów i innych pojazdów opancerzonych. Zasięg pocisku 8000 m, naprowadzanie wiązka laserową. Głowica kumulacyjna przeciwpancerna typu HEAT o masie 8 kg. Masa całego pocisku – 45 kg. Długość całkowita 163 cm.
- AGM-114B/C Hellfire  - unowocześniona odmiana podstawowej wersji pocisku wyposażona w silnik M120E1 generujący mniejszą ilość dymu i elektroniczne urządzenie uzbrajające lub zabezpieczające głowicę pocisku SAD (Safing/Arming Device) zwiększającą bezpieczeństwo. Masy i wymiary identyczne jak wersji podstawowej.
- AGM-114D/E Hellfire  - planowana usprawniona wersja pocisku AGM-114B/C z cyfrowym autopilotem. Nigdy nie została zbudowana.
- AGM-114F Hellfire  - wersja przejściowa pocisku o takim samym przeznaczeniu jak podstawowy Hellfire. Zasięg 7000 metrów, naprowadzanie wiązką laserową. Głowica kumulacyjna typu HEAT tandemowa o masie 9 kg. Masa całego pocisku 48,5 kg, a długość 180 cm.
- AGM-114G Hellfire  - planowana usprawniona wersja przejściowa AGM-114F z urządzeniem zabezpieczjącym SAD tak jak w wersji AGM-114B/C. Nigdy nie została zbudowana.
- AGM-114H Hellfire  - planowana usprawniona wersja pocisku AGM-114F z cyfrowym autopilotem. Nigdy nie została zbudowana.
- AGM-114K Hellfire II  - nowa wersja pocisku wyposażona w cyfrowego autopilota, półaktywną laserową głowicę naprowadzającą z możliwością zapamiętania pozycji celu po zgubieniu wiązki laserowej. Ponadto zastosowano nowe elektroniczne urządzenie zabezpieczające SAD. Zasięg pocisku 9000 m. Głowica kumulacyjna typu HEAT tandemowa o masie 9 kg. Masa całego pocisku 45 kg, a długość 163 cm.
- AGM-114M Hellfire II  - wersja pocisku wyposażona w głowicę odłamkowo-burzącą przeznaczona do niszczenia okrętów, jaskiń, celów na terenach zurbanizowanych, instalacji obrony przeciwlotniczej. Masa całkowita pocisku 48 kg.
- AGM-114N Hellfire II  - pocisk z głowicą termobaryczną do niszczenia budynków, schronów, jaskiń i siły żywej nieprzyjaciela.
- AGM-114L Longbow Hellfire  - w pełni dostosowana do specyfikacji wystrzel i zapomnij wersja pocisku przeznaczona do niszczenia czołgów i pojazdów opancerzonych. Wyposażenie naprowadzające stanowi głowica naprowadzania wstępnego i system radarowy pracujący na falach radiowych o długościach milimetrowych o dużej odporności na zakłócenia. Zasięg pocisku 9000 metrów. Głowica kumulacyjna typu HEAT tandemowa o masie 9 kg. Masa całego pocisku 49 kg, a długość 176 cm.

## Silnik rakietowy
Producentem silnika napędzającego pociski Hellfire jest firma Alliant Techsystems. Oznaczenie silnika w wersji pocisku używanego przez wojska lądowe Stanów Zjednoczonych to M120E3, a przez marynarkę Stanów Zjednoczonych – M120E4. Paliwo silnika stanowi specjalna mieszanina materiału pędnego XLDB gwarantująca emisję minimalnej ilości dymu. Zakres temperatur zewnętrznych użytkowania silnika −43 °C do 63 °C. Trwałość ponad 20 lat. Masa silnika 14,2 kg, długość: 59,3 cm, a średnica 18 cm.